# Apulichthys gayeti
Apulichthys gayeti è un pesce osseo estinto, forse appartenente ai gonorinchiformi. Visse nel Cretaceo superiore (Campaniano - Maastrichtiano, circa 72 milioni di anni fa) e i suoi resti fossili sono stati ritrovati in Italia.

## Descrizione
Questo pesce era di piccole dimensioni, e non doveva superare i 12 centimetri di lunghezza. Possedeva un corpo poco allungato e moderatamente alto, dotato di una grossa testa dal muso allungato e dalla piccola bocca. La pinna dorsale era di piccole dimensioni e posta appena dopo la metà del corpo, mentre la pinna anale era poco più arretrata. Le pinne pelviche e quelle pettorali erano sottili e piccole, mentre la pinna caudale era profondamente biforcuta. 
Rispetto agli altri gonorinchiformi, Apulichthys era caratterizzato dalla fronte lunga e stretta (eccetto nella zona postorbitale), dalla mandibola corta e alta, dalla mancanza di alcuni denti, dalla presenza di meno di 40 vertebre, di cui quella preurale I, urale I e stegurale saldate tra loro. Apulichthys era inoltre caratterizzato da un muso allungato e stretto, dalla conservazione di un piccolo osso basisfenoide, e dalla presenza di un grande opercolo.

## Classificazione
Apulichthys gayeti venne descritto per la prima volta da Louis Taverne nel 1997, sulla base di resti fossili ritrovati nella zona di Porto Selvaggio nei pressi di Nardò, in provincia di Lecce. Taverne inizialmente lo attribuì ai gonorinchiformi, un gruppo di pesci attualmente rappresentati da poche specie ma molto differenziato nel corso del Cretaceo e del Terziario; lo studioso riconobbe caratteristiche arcaiche di questo pesce e ritenne Apulichthys un gonorinchiforme basale. Studi successivi hanno messo in luce notevoli differenze nella premascella, nell'ectopterigoide e nello scheletro caudale di Apulichthys rispetto agli altri gonorinchiformi, e si è preferito considerare Apulichthys un teleosteo di sede incerta (Poyato-Ariza et al., 2010).